# La stufa nello studio
La stufa nello studio è un dipinto di Paul Cézanne. Eseguito verso il 1865, è conservato nella National Gallery di Londra.

## Descrizione
Il dipinto venne eseguito probabilmente nello studio parigino dell'artista, originario di Aix-en-Provence, e rappresenterebbe quindi le condizioni di ristrettezza della sua vita nella capitale. L'opera è firmata in basso a destra, e il suo primo proprietario fu Émile Zola, amico di gioventù dell'artista.